# 3076 Garber
3076 Garber eller 1982 RB1 är en asteroid i huvudbältet som upptäcktes den 13 september 1982 av Oak Ridge-observatoriet. Den är uppkallad efter Paul E. Garber.
Asteroiden har en diameter på ungefär 4 kilometer.